# لووکوو (کرمیه‌رژیژ)
لووکوو (به چکی: Loukov) یک منطقهٔ مسکونی در جمهوری چک است که در ناحیه کرومیریژ واقع شده‌است. لووکوو ۱۴٫۷۱ کیلومتر مربع مساحت و ۹۴۹ نفر جمعیت دارد و ۳۴۲ متر بالاتر از سطح دریا واقع شده‌است.